# Julie Vlasto

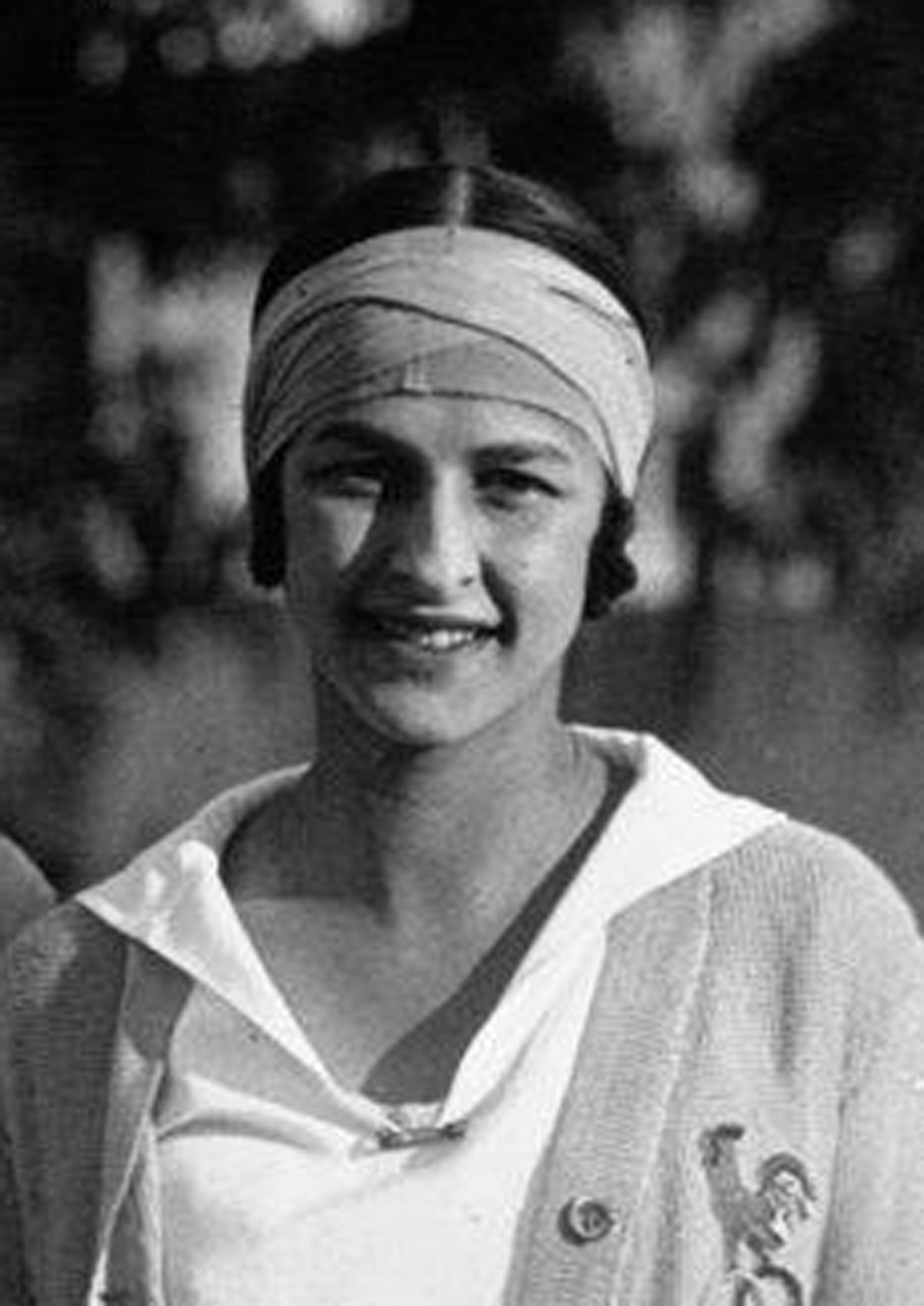
Julie Vlasto (1926)

Julie "Didi" Vlasto, född 8 augusti 1903, död 1985 var en fransk tennisspelare som var aktiv under 1920-talet, särskilt bekant som Suzanne Lenglens flerfaldiga dubbelpartner. 
Julie Vlasto blev 1924 den sista singelmästarinnan i de då fortfarande slutna Franska tennismästerskapen. Hon besegrade i finalen landsmaninnan Jeanne Vaussard med siffrorna 6-2, 6-3. Året därpå blev mästerskapen öppna även för utländska spelare och därmed internationella.
Säsongen 1924 var lyckosam för Vlasto också genom att hon nådde singelfinalen i de olympiska sommarspelen i Paris. Hon mötte där amerikanskan Helen Wills som dock besegrade Vlasto och därmed vann guldmedaljen, medan Vlasto fick silvermedaljen. 
Tillsammans med Suzanne Lenglen vann Vlasto dubbeltiteln i de då internationella Franska mästerskapen 1925 och 1926. Båda gångerna besegrade fransyskorna det brittiska paret Evelyn Colyer/Kathleen McKane Godfree, 1925 med 6-1, 9-11, 6-2 och 1926 med 6-1, 6-1.  

## Grand Slam-titlar
- Franska mästerskapen
  - Singel - 1924 (slutna franska mästerskap)
  - Dubbel - 1925, 1926